# 弗拉基米尔 (人名)
弗拉基米尔（俄语：Влади́мир）是源自斯拉夫人的男性名字。历史上有记载的最早使用该名字的人是于889至893年间在位的王公保加利亚的弗拉基米尔。在东斯拉夫文化中，弗拉基米尔最早出现在弗拉基米爾一世·斯維亞托斯拉維奇的名字里。